# KFI (Hörfunksender)
KFI ist ein US-amerikanischer Hörfunksender aus Los Angeles, Kalifornien. Die Clear-Channel-Station ging am 31. März 1922 auf Sendung und versorgt mit ihrem 50-kW-Sender in La Mirada die gesamte Westküste der USA. Sie sendet ein Talkradioformat und gehört dem größten US-Radiokonzern iHeartMedia, Inc.
Die Studios entstanden in Burbank zwischen den Warner Bros. Studios und den Burbank Studios.

## Geschichte
KFI war die erste Hochleistungs-"Clear-Channel" Station in den USA.
Im Film „Talk Radio“ von Eric Bogosian und Oliver Stone diente die on-air-Produktion von Tom Leykis’ Talkshow auf KFI als Vorbild. Bogosian schaute sich die Produktion und die Abläufe bei KFI an. Der Film basiert auf der Geschichte des jüdischstämmigen Talkmoderators Alan Berg aus Denver. Nachdem er sich immer wieder eindeutig gegen Rassismus ausgesprochen und sich über Neonazis lustig gemacht hatte, wurde er 1984 von White Supremacists (rassistischen Neonazis) ermordet.

## Programm
Auf KFI läuft die US-weit syndicated Talkshow „Steve & Ken“. Die Moderatoren waren 2016 auf Platz 13 der „Heavy Hundreds“ US-Talkhosts. Auch wird die Bill Handel Show bei KFI produziert (Platz 11).
KFI Los Angeles, zählt wie KEX Portland, WABC New York, WJR Deroit, KOA Denver und WLS Chicago zu den einflussreichen Clear Channel Stations, deren konservative Talkprogramme eine enorme Reichweite haben. Diese meist sehr traditionsreichen Stationen gehören fast sämtlich iHeartMedia und beziehen ihre Programme von dessen Premiere Networks.